# Almerik I van Fézensac
Almerik I van Fézensac (overleden in 1032) was van 1020 tot aan zijn dood graaf van Fézensac. Hij behoorde tot het huis Gascogne.

## Levensloop
Almerik I was de oudste zoon van graaf Bernard van Fézensac en Constance, wier afkomst onbekend gebleven is. Rond het jaar 1020 volgde hij zijn vader op als graaf van Fézensac.
In 1022 stond hij als getuige in de stichtingsakte van de Abdij van Saint-Pé-de-Bigorre.
Almerik I overleed in 1032. 

## Huwelijk en nakomelingen
Almerik had een echtgenote wier naam en afkomst niet overgeleverd zijn. Ze hadden minstens twee zonen:
- Willem Astanovus (overleden in 1064), graaf van Fézensac
- Raymond II, stamvader van de markiezen van Montesquiou